# Scratch Acid
Scratch Acid war eine US-amerikanische Noise-Rock-Band aus Austin, Texas. Obgleich es sich bei Scratch Acid um eine eher kleine und unbekannte Band handelt, hatte die Band bedeutenden Einfluss auf die Hardcore- und Noise-Szene der 1980er Jahre in und um Austin und Texas.

## Geschichte
Im Sommer 1982 gründete sich die Formation aus den Überresten der Bands Jerry’s Kids, deren Schlagzeuger Brian Betzger auch bei Gang Green spielte, und Toxic Shock. Die Gründungsformation der Band hielt jedoch nicht lange: Bei ihrem ersten Konzert spielten Scratch Acid als Vorband für die Butthole Surfers drei Instrumentalstücke, während Sänger Steve Anderson sich vor dem Club auf der Straße aufhielt, ohne dass dieser wusste, dass der Rest der Band bereits spielt. Somit wurde Anderson indirekt aus der Band „geworfen“. Nach diesem ersten offiziellen Auftreten von Scratch Acid übernahm David Yow den Part des Sängers und Sims wechselte von der Gitarre zum Bass. Ab März 1983 war die neue Besetzung so weit, erste Konzerte zu spielen.
Nach zwei Alben – 1984 Scratch Acid und 1986 Just Keep Eating – trennten sich Scratch Acid von ihrem Label Rabid Cat, nachdem ein Streit zwischen der Band und dem Label aufgeflammt war, weil Rabid Cat sich weigerte, Scratch Acid für verkaufte Platten finanzielle Anteile zu zahlen – was unter anderem daher rührte, dass Scratch Acid nie einen Plattenvertrag bei Rabid Cat unterschrieben hat.
1986 wechselte die Band zu dem jungen, aufstrebenden Label Touch And Go Records. Hier wurden zwar auch nur Handschlag-Verträge abgeschlossen, jedoch verfolgt das Label die Philosophie, dass die Bands vom Label, aber auch das Label von den Bands erhalten und vorangebracht wird. Dieser Schritt ermöglichte es Scratch Acid, eine Platte aufzunehmen, die sich qualitativ von den beiden Vorgängerwerken deutlich abhebt. Im Jahr 1987 erschien Berserker bei Touch and Go Records und Scratch Acid tourten durch Europa.

### Auflösung
1987 stellte die Band fest, dass sie sich zwar einen guten Ruf erspielt hatten, jedoch überschätzen sie ihren Bekanntheitsgrad, gaben viel Geld aus, probten nicht mehr und drifteten schließlich auseinander. Sichtlich ausgebrannt, ohne finanzielle Mittel und neue Ideen wurde kurzerhand entschieden, die Band aufzulösen.

### Nachfolge-Bands und -Projekte
David Wm. Sims und Rey Washam gründeten 1987 gemeinsam mit Steve Albini (u. a. Big Black) die Band Rapeman, die sich jedoch drei Jahre später wieder auflöste. David Yow und David Wm. Sims trafen sich 1989 wieder und gründeten zusammen mit Duane Denison (später Tomahawk) die Band The Jesus Lizard und wurden weltweit zu einer berühmten und gefragten Alternative-Noise-Rock-Band, die jedoch ebenfalls nie zu großem kommerziellen Erfolg findet. Gitarrist Brett Bredford blieb als einziger in Austin und war lange Zeit in kleineren lokalen Bands aktiv. Washam spielte unter anderem Schlagzeug für Bands wie Ministry, Helios Creed und Tad.

### Reunion
Im Jahr 2005 begann Scratch Acids Plattenlabel Touch and Go Records mit den Planungen für ein dreitägiges Jubiläums-Festival zum 25. Bestehensjahr des Labels. Scratch Acid wurden gefragt, ob sie bereit wären, bei dem Konzert zu spielen. Die Band willigt ein und findet sich in Originalbesetzung wieder zusammen. Am 2. September 2006 spielten Scratch Acid im „Emo's nightclub“ in Austin, Texas. Es ist das erste Konzert seit 19 Jahren. Vom 8. bis zum 10. September 2006 fand das „Touch and Go 25th Anniversary Celebration“-Festival in Chicago statt, bei dem neben anderen Touch-&-Go-Bands (Shellac, Big Black, Killdozer, The Monorchid u. v. a) auch Scratch Acid (am 9. September) spielten.

## Stil
Die Musikrichtung der Band wird gern als Noise-Rock bezeichnet. Abgesehen davon, dass es schwer ist, der Band eindeutig eine Stilrichtung zuzuordnen, kann man im Fall von Scratch Acid eher von einer Verschmelzung verschiedener Stil- und Musikrichtungen sprechen. Deshalb klingt der Sound der Band eher nach einer Mischung aus New Wave, Punk, Noise und Hardcore.
Scratch Acid waren sehr experimentierfreudig: Die Wirkung des Songs Owners Lament (aus dem Album Scratch Acid) wurde durch ein Streicherarrangement untermalt, der Song Damned For All Time (Just Keep Eating) ist eine Coverversion aus Andrew Lloyd Webbers Jesus Christ Superstar.
Scratch Acid durchleben von ihrer ersten bis zur letzten Veröffentlichung eine starke Entwicklung: Während das Debüt Scratch Acid noch nach rauem Noise-Punk klingt, sind auf Berserker eher New-Wave-artige Stücke zu finden. Die Wurzeln des Noise und Punk sind dennoch herauszuhören.

## Diskografie
Die ersten drei Veröffentlichungen von Scratch Acid wurden ausschließlich als Vinyl-LP herausgebracht, die Compilation The Greatest Gift wurde 1991 hingegen als Audio-CD veröffentlicht und beinhaltet in chronologischer Reihenfolge die drei bis dato erschienenen Alben plus einen Extratrack (The Scale Song) von einem frühen Demo der Band.
- 1984: Scratch Acid (Album, Rabid Cat)
- 1986: Just Keep Eating (Album, Rabid Cat)
- 1987: Berserker (Album, Touch and Go Records)
- 1991: The Greatest Gift (Kompilation, Touch and Go Records)